# Hans-Dieter Bartel
Hans-Dieter Bartel (* 10. Oktober 1937 in Bergen) ist ein deutscher Maler und Grafiker.

## Leben und Werk
Hans-Dieter Bartel wuchs in Bergen und Baabe auf. Von 1956 bis 1961 studierte er Kunst- und Werkerziehung an der Humboldt-Universität zu Berlin. Von 1961 bis 1969 arbeitete er als Kunsterzieher in Lengefeld und Lohme, wo er auch Kreisfachberater für Kunsterziehung war. Von 1969 bis 1974 war im Bereich Kunsterziehung der Humboldt-Universität Berlin Assistent für Unterrichtsmethodik bzw. künstlerische Ausbildung. 1972 erwarb Bartel bei Günter Brendel an der Kunsthochschule Berlin-Weißensee extern das Diplom für Malerei. 1974 bis 1979 war er Sekretär der Grafiktriennale INTERGRAFIK. Ab 1973 war er an mehreren Ausstellungen des Verbands Bildender Künstler der DDR im In- und Ausland beteiligt.
Nachdem er sich ab 1978 in Lohme-Wesselin auf Rügen ein Atelier ausgebaut hatte, arbeitet er dort seit 1979 freiberuflich als Maler, Grafiker und Illustrator. Viele seiner Werke befassen sich mit seiner Rüganer Heimat. 1980 schuf er einen Grafik-Zyklus zur Störtebeker-Legende. Bartel äußerte sich in seiner Arbeit auch zu politischen Ereignissen, so 1973/1974 mit Grafiken und Ölgemälden zum Putsch in Chile. 1986 und 1987 machte Bartel architekturbezogene Arbeiten in Mukran und Glowe. 1991 bis 1993 hatte er die künstlerische Leitung der Galerie Orangerie in Putbus und von 1995 bis 2001 in Zusammenarbeit mit Hans Marquardt der Galerie im Kulturhaus Bergen. 2004 erhielt Bartel den Kulturpreis der Kulturstiftung Rügen.
Werke Bartels befinden sich u. a. im Kulturhistorischen Museum Stralsund und im Kunstarchiv Beeskow.
Bartel war bis 1990 Mitglied des Verband Bildender Künstler der DDR und ist seitdem Mitglied des Künstlerbunds Mecklenburg und Vorpommern e.V.

## Werke (Auswahl)

### Tafelbilder
- Interieur Netzboden (1974, Öl; auf der VIII. Kunstausstellung der DDR)[2]
- Mütter, sie stehen noch wie der mächtige Mittag (1974, Öl; Kunstarchiv Beeskow)[3]
- Die Erde betrachtend (1987, Öl)[4]
- Amrum Strand (2006, Acryl)[5]

### Zeichnungen und Druckgrafik
- „Wie ein Vorhang gepanzerter Luft“/ Neruda (1976, Aquatinta-Radierung, 52 × 33 cm)[6]

- Särdal (2004, Aquarell)[4]

### Buchillustrationen
- Wera und Claus Küchenmeister: Daniel und seine Marta. Kinderbuchverlag Berlin, 1977
- Verantwortung aus Wissen. Wissenschaftler im Friedenskampf. Hrsg. URANIA, Dietz Verlag, Berlin 1989.

## Ausstellungen (unvollständig)

### Einzelausstellungen
- 1986: Stralsund, Kulturhistorisches Museum (Malerei und Grafik)
- 2007: Stralsund, („Der Himmel, die Küste und die See“)
- 2007: Binz, Jagdschloss Granitz (Aquarelle)
- 2013: Bergen, Stadtmuseum (Ölbilder und Aquarelle)
- 2018/2019: Putbus, Orangerie („81 und überhaupt…“; Malerei und Grafik)

### Ausstellungsbeteiligungen
- 1974/1975: Frankfurt/Oder, Galerie Junge Kunst („Junge Künstler '74. 1. Ausstellung junger bildender Künstler der DDR“)
- 1975: Paris („DDR-Kunst heute“)
- 1975 und 1977: Berlin, Bezirkskunstausstellungen
- 1977/1978: Dresden, VIII. Kunstausstellung der DDR
- 1981: Berlin, Intergrafik
- 1981: Dresden („25 Jahre NVA“)
- 1984: Rostock, Bezirkskunstausstellung